# Ши Лим
Ши Лим (род. 1988, Сингапур) — сингапурская модель, участница конкурса красоты «Мисс Вселенная 2013».

## Биография
Ши Лим закончила Нью-Йоркский университет, получив степень в области когнитивной науки.
6 июля 2013 года Ши Лим одержала победу на национальном конкурсе красоты «Мисс Вселенная Сингапур» и получила право представлять Сингапур на международном конкурсе «Мисс Вселенная 2013». На конкурсе «Мисс Вселенная» она не пробилась в топ-16.